# Yesterday Rules
Yesterday Rules es el décimo álbum de estudio de la banda de punk rock estadounidense The Mr. T Experience (cuyo nombre se abrevia a MTX), publicado en 2004 por Lookout! Records. Fue el primer álbum de la banda en incluir al bajista Bobby J, tomando la posición vacante de Gabe Meline. Fue también el primer álbum en incluir al segundo guitarrista Ted Angel, siendo el primer lanzamiento de la banda como un cuarteto desde el lanzamiento de Milk Milk Lemonade en 1992.
Cinco de las canciones del álbum fueron grabados y publicados por el líder de la banda Dr. Frank en 2003 en su EP como solista Eight Little Songs.

## Lista de canciones
| N.º | Título                                           | Duración |  |
| 1.  | «She's Not a Flower»                             | 2:25     |  |
| 2.  | «Fucked Up on Life»                              | 4:16     |  |
| 3.  | «Oh, Just Have Some Faith in Me»                 | 2:53     |  |
| 4.  | «Big, Strange, Beautiful Hammer»                 | 3:16     |  |
| 5.  | «Sorry for Freaking Out on the Phone Last Night» | 3:43     |  |
| 6.  | «The Boyfriend Box»                              | 2:42     |  |
| 7.  | «London»                                         | 3:53     |  |
| 8.  | «Elizabeth or Fight!»                            | 2:07     |  |
| 9.  | «Everybody Knows You're Crying»                  | 3:36     |  |
| 10. | «Jill»                                           | 2:14     |  |
| 11. | «Shining»                                        | 2:33     |  |
| 12. | «Institutionalized Misogyny»                     | 3:12     |  |
| 13. | «Take All the Time You Need»                     | 3:34     |  |